# 保罗·法布里
保罗·法布里（義大利語：Paolo Fabbri，1948年10月15日—），意大利音乐学家和学者。1989年，他获得了登特奖章（英語：Dent Medal）。他以大量关于焦阿基诺·罗西尼生平和作品的出版物而闻名，同时也因为作曲家克劳迪奥·蒙特威尔第的传记而知名。这本传记最初于1985年在都灵以意大利语出版，后来在1994年由剑桥大学出版社出版了蒂姆·卡特翻译的英文版。法布里还著有《歌唱的世纪：17世纪歌剧剧本史研究》（義大利語：Il secolo cantante: Per una storia del libretto d'opera nel Seicento，1990年博洛尼亚出版）。多年来，他一直担任费拉拉大学音乐史和音乐美学教授。目前，他是贝加莫多尼采蒂基金会图书馆的馆长。